# Sebastian Stan
Sebastian Stan (Constanza, 13 de agosto de 1982) es un actor rumano-estadounidense. Reconocido por su papel de Bucky Barnes / Winter Soldier, superhéroe de Marvel. En televisión, interpretó a Carter Baizen en Gossip Girl, al príncipe Jack Benjamin en Kings, a Jefferson en Once Upon a Time y a T.J. Hammond en Political Animals. Este último le valió una nominación al premio Critics' Choice Television como Mejor Actor de Reparto en una Película / Miniserie.
Stan ganó un amplio reconocimiento por su papel de Bucky Barnes / Winter Soldier en las películas del Universo cinematográfico de Marvel Capitán América: El Primer Vengador (2011), Captain America: The Winter Soldier (2014), Capitán América: Civil War (2016), Black Panther (2018), Avengers: Infinity War (2018), Avengers: Endgame (2019) y The Falcon and the Winter Soldier (2021). En 2015, coprotagonizó la comedia dramática de Jonathan Demme, Ricki and the Flash y la película de ciencia ficción de Ridley Scott, The Martian. En 2017, interpretó a Jeff Gillooly en la película biográfica, I, Tonya. En 2024, interpretó a un hombre con neurofibromatosis en A Different Man y a un joven Donald Trump en The Apprentice. Ganó el Oso de Plata al Mejor Actor en el Festival de Cine de Berlín por la primera y recibió nominaciones al Globo de Oro por ambas actuaciones.

## Primeros años
Stan nació en la ciudad rumana de Constanza. A los 8 años, él y su madre se trasladaron a Viena, donde ella trabajaba como pianista. A los 12 años, su madre se trasladó con él a Rockland, Nueva York, y luego ella se casó con el director de una escuela privada estadounidense.
Durante sus años en la Rockland Country Day School, actuó en producciones escolares. También asistió a la Stagedoor Manor, un campamento de verano, donde fue presentado a la actuación y fue elegido para numerosas producciones. Fue entonces cuando se decidió a tomar en serio la actuación y empezó a actuar en varias universidades.
Fue aceptado en la Escuela de Artes Mason Gross de la Universidad Rutgers. Esto le dio la oportunidad de pasar un año en el extranjero y estudiar actuación en el teatro The Globe de Londres.

## Carrera
Después de su aparición en la película de 1994, 71 Fragments of a Chronology of Chance, la carrera de Stan despegó en 2003 con un papel en Law & Order. A partir de ahí tuvo varias apariciones en películas, como Tony n' Tina's Wedding, The Architect y The Covenant, posteriormente obtuvo un papel recurrente en Gossip Girl como Carter Baizen, papel con el que estuvo desde 2007 hasta 2010. Stan obtuvo un papel principal en la serie de 2009, Kings como Jack Benjamin. En 2010, apareció en la película de suspenso psicológico de Darren Aronofsky, Black Swan y en la comedia Hot Tub Time Machine como Blaine, antagonista de la historia. En julio de 2011, interpretó a Bucky Barnes en la película Capitán América: el primer vengador, la cual está basada en el personaje del mismo nombre de Marvel Comics. Aunque fue su primera película en la franquicia, Stan fue parte del contrato de nueve películas con Marvel Studios.

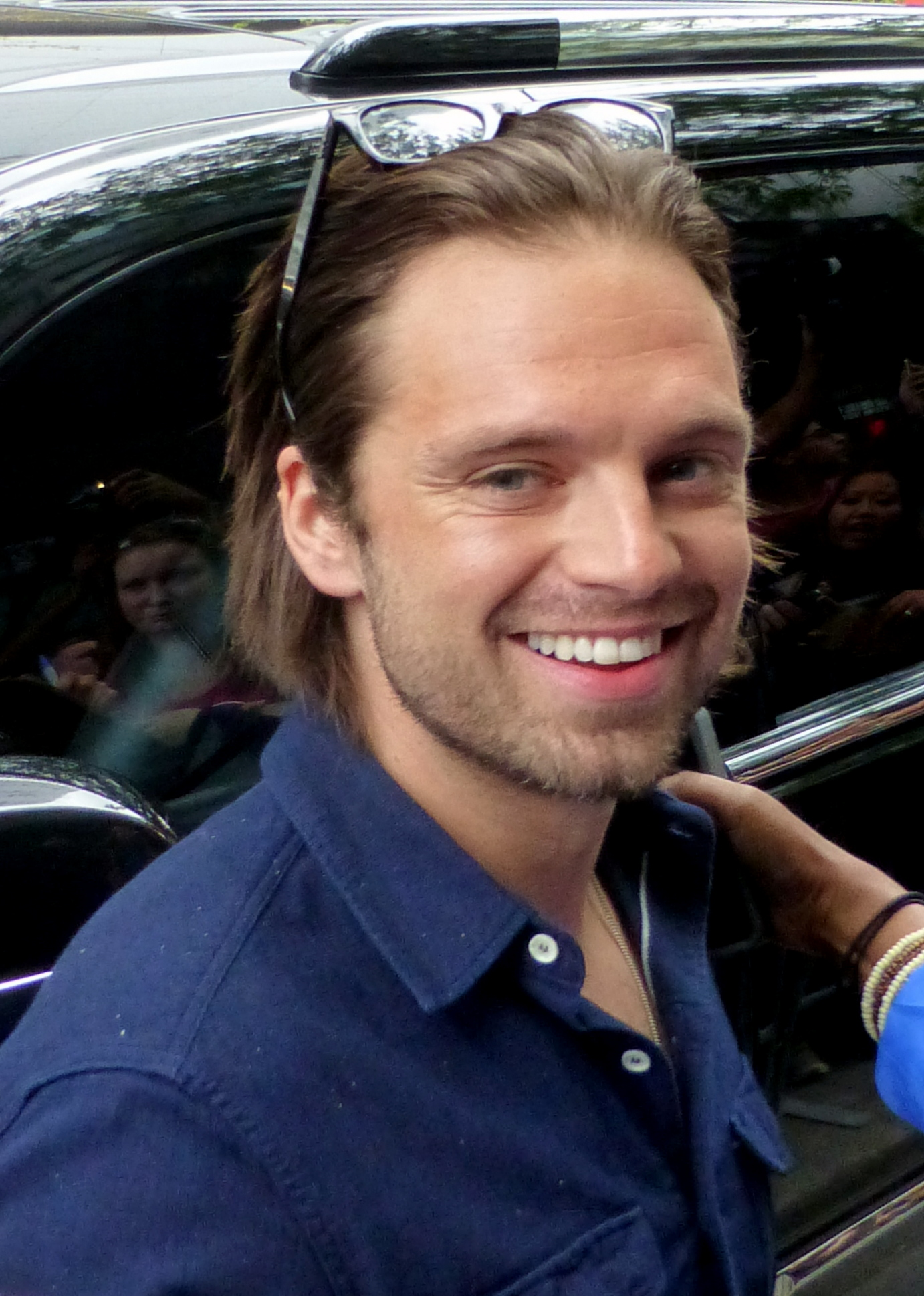
Stan en un evento para The Martian en 2015

En 2012, protagonizó la película de suspenso, Gone, y la película de terror sobrenatural The Apparition, también comenzó un papel recurrente en Once Upon a Time como Mad Hatter. The A.V. Club describió su trabajo en el episodio «Hat Trick», como «excelente» y colocó el episodio en su lista de los—30 mejores episodios de 2012 de una serie que no figuraba en su lista principal—. Inicialmente se informó que el personaje volvería a aparecer la serie derivada Once Upon a Time in Wonderland, debido al compromiso de Stan con el Universo cinematográfico de Marvel, pero Edward Kitsis reveló más tarde que debido a la reacción de los fanáticos y el respeto por la actuación de Stan, el personaje no volvería a aparecer y la serie continuaría sin el personaje. En ese mismo año, también apareció en la miniserie de USA Network, Political Animals, como el problemático hijo gay de la ex primera dama, gracias a este papel fue nominado a los Premios de la Crítica Televisiva al mejor actor en una película/miniserie. En 2013, Stan interpretó a Hal Carter en la producción teatral de Roundabout Theatre Company de William Inge titulada Picnic, la cual se presentó en el American Airlines Theatre de Nueva York.
En 2014, Stan retomó su papel de Bucky Barnes, ahora llamado «Winter Soldier» en Captain America: The Winter Soldier, primera película de su contrato de nueve películas con Marvel. En 2015, interpretó a Joshua Brummel en Ricki and the Flash y coprotagonizó la película The Martian como el científico de la NASA; el Dr. Chris Beck y posteriormente apareció en The Bronze como Lance Tucker. Stan luego repitió su papel como «Winter Soldier» en 2015 en la película Ant-Man, haciendo una aparición especial, y en 2016 en Capitán América: Civil War. En 2017, Stan apareció como el conductor de NASCAR; Dayton White, en la comedia Logan Lucky de Steven Soderbergh, e interpretó a Jeff Gillooly, en la película biográfica de Craig Gillespie I, Tonya, basada en la vida de Tonya Harding, y luego protagonizó la película I'm Not Here.
En 2018, Stan interpretó nuevamente a «Winter Soldier» en la película Black Panther, donde apareció como cameo, y en Avengers: Infinity War. Luego apareció junto a Nicole Kidman en la película de suspenso, Destroyer. Stan interpretó a Charles Blackwood en We Have Always Lived in the Castle, una adaptación de la novela del mismo nombre de Shirley Jackson. La primera película de Stan en 2019 fue Avengers: Endgame, lanzada en abril, película en la cual repitió su papel como Bucky Barnes / Winter Soldier. Su segunda película del año, Endings, Beginnings, se estrenó en el Festival Internacional de Cine de Toronto en septiembre. Posteriormente en ese mismo año, interpretó a Scott Huffman en la película dramática sobre la Guerra de Vietnam, The Last Full Measure, la cual se estrenó en enero de 2020 en los Estados Unidos. Además, Stan aparece en Monday y The Chain. En febrero de 2019, reemplazó a su coprotagonista de Marvel, Chris Evans, en la película dramática The Devil All the Time, que estrenó en Netflix en 2020. En abril de 2019, Disney confirmó que una serie de televisión de Marvel protagonizada por Stan y Anthony Mackie, llamada The Falcon and the Winter Soldier, se emitiría en su próximo servicio de streaming, Disney+, debutando el 19 de marzo de 2021. En mayo de 2019, Stan se unió al elenco del thriller de espías Agentes 355, que comenzó a filmarse en julio de 2019.

## Filmografía

### Cine
| Año  | Título                              | Papel                             | Notas                       |
| ---- | ----------------------------------- | --------------------------------- | --------------------------- |
| 2004 | Tony 'n' Tina's Wedding             | Johnny                            |                             |
| 2005 | Red Doors                           | Simon                             |                             |
| 2006 | The Architect                       | Martin Waters                     |                             |
| 2006 | The Covenant                        | Chase Collins                     |                             |
| 2007 | The Education of Charlie Banks      | Leo                               |                             |
| 2008 | Rachel Getting Married              | Walter / Bowtie Party Guest       |                             |
| 2009 | Spread                              | Harry                             |                             |
| 2010 | Hot Tub Time Machine                | Blaine                            |                             |
| 2010 | Black Swan                          | Andrew/Suitor                     |                             |
| 2011 | Capitán América: el primer vengador | Bucky Barnes                      |                             |
| 2012 | Gone                                | Billy                             |                             |
| 2012 | La aparición                        | Ben                               |                             |
| 2014 | Captain America: The Winter Soldier | Bucky Barnes / Winter Soldier     |                             |
| 2014 | Ant-Man                             | Bucky Barnes / Winter Soldier     | Cameo                       |
| 2015 | The Bronze                          | Lance Tucker "The God of Gymnast" |                             |
| 2015 | Ricki and the Flash                 | Joshua                            |                             |
| 2015 | The Martian                         | Chris Beck                        |                             |
| 2016 | Capitán América: Civil War          | Bucky Barnes / Winter Soldier     |                             |
| 2017 | Logan Lucky                         | Dayton White                      |                             |
| 2017 | I'm Not Here                        | Steve                             |                             |
| 2017 | I, Tonya                            | Jeff Gillooly                     |                             |
| 2018 | Black Panther                       | Bucky Barnes / Winter Soldier     | Cameo                       |
| 2018 | We Have Always Lived in the Castle  | Charles Blackwood                 |                             |
| 2018 | Avengers: Infinity War              | Bucky Barnes / Winter Soldier     |                             |
| 2018 | Destroyer                           | Det. Chris                        |                             |
| 2019 | Avengers: Endgame                   | Bucky Barnes / Winter Soldier     |                             |
| 2019 | The Last Full Measure               | Scott Huffman                     |                             |
| 2019 | Endings, Beginnings                 | Frank                             |                             |
| 2020 | The Devil All the Time              | Lee Bodecker                      |                             |
| 2020 | Monday                              | Mickey                            |                             |
| 2022 | Agentes 355                         | Nick                              |                             |
| 2022 | Fresh                               | Brendan Steve Kemp                |                             |
| 2023 | Sharper                             | Max                               |                             |
| 2023 | Ghosted                             | God                               |                             |
| 2023 | Dumb Money                          | Vlad Tenev                        |                             |
| 2024 | A Different Man                     | Edward Lemuel / Guy Moratz        | También productor ejecutivo |
| 2024 | The Apprentice                      | Donald Trump                      |                             |
| 2025 | Captain America: Brave New World    | Bucky Barnes / Winter Soldier     | Cameo                       |
| 2025 | Thunderbolts*                       | Bucky Barnes / Winter Soldier     |                             |
| 2026 | Avengers: Doomsday                  | Bucky Barnes / Winter Soldier     |                             |

### Televisión
| Año       | Título                            | Papel                         | Notas                    |
| --------- | --------------------------------- | ----------------------------- | ------------------------ |
| 2003      | Law & Order                       | Justin Capshaw                | Episodio: «Sheltered»    |
| 2007–2010 | Gossip Girl                       | Carter Baizen                 | 11 episodios             |
| 2009      | Kings                             | Jack Benjamin                 | 12 episodios             |
| 2012      | Political Animals                 | T.J. Hammond                  | Miniserie                |
| 2012      | Once Upon a Time                  | Sombrerero Loco/Jefferson     | 6 episodios              |
| 2012      | Labyrinth                         | Will Franklin                 | 2 episodios              |
| 2017      | I'm Dying Up Here                 | Clay Appuzzo                  |                          |
| 2021      | The Falcon and the Winter Soldier | Bucky Barnes / Winter Soldier | Miniserie; rol principal |
| 2021–2024 | ¿Qué pasaría si...?               | Bucky Barnes / Winter Soldier | Voz; 7 episodios         |
| 2022      | Pam & Tommy                       | Tommy Lee                     | Miniserie; rol principal |

### Vídeos musicales
| Año  | Título       | Artista           |
| ---- | ------------ | ----------------- |
| 2008 | Wake Up Call | Hayden Panettiere |

## Premios y nominaciones
| Año  | Premiación                          | Categoría                                      | Nominado por                              | Resultado | Ref.   |
| ---- | ----------------------------------- | ---------------------------------------------- | ----------------------------------------- | --------- | ------ |
| 2013 | Critics' Choice Television Awards   | Mejor actor de reparto en película o miniserie | Political Animals                         | Nominado  | [ 26 ] |
| 2015 | MTV Movie Awards                    | Mejor pelea (Con Chris Evans)                  | Captain America: The Winter Soldier       | Nominado  | [ 27 ] |
| 2016 | Teen Choice Awards                  | Mejor química en pantalla                      | Capitán América: Civil War                | Nominado  | [ 28 ] |
| 2017 | Kids' Choice Awards                 | Mejor equipo                                   | Capitán América: Civil War                | Nominado  | [ 29 ] |
| 2017 | Hollywood Film Awards               | Reparto del año                                | I, Tonya                                  | Ganador   | [ 30 ] |
| 2021 | MTV Movie & TV Awards               | Mejor dúo                                      | The Falcon and the Winter Soldier         | Ganador   | [ 31 ] |
| 2022 | Hellenic Film Academy Awards        | Mejor Actor                                    | Monday                                    | Nominado  | [ 32 ] |
| 2022 | Asociación de Críticos de Hollywood | Mejor Actor                                    | Fresh                                     | Nominado  | [ 33 ] |
| 2022 | Premios Primetime Emmy              | Mejor actor - Miniserie o telefilme            | Pam & Tommy                               | Nominado  | [ 34 ] |
| 2023 | Premios de la Crítica Televisiva    | Mejor Actor - Miniserie                        | Pam & Tommy                               | Nominado  | [ 35 ] |
| 2023 | Premios Globo de Oro                | Mejor actor de miniserie o telefilme           | Pam & Tommy                               | Nominado  | [ 36 ] |
| 2025 | Premios Globos de Oro               | Mejor Actor-Cine-Comedia o Musical             | A Different Man                           | Ganador   |        |
| 2025 | Premios BAFTA                       | Mejor actor                                    | The Apprentice                            | Nominado  |        |
| 2025 | Premios Oscar                       | Mejor Actor                                    | The Apprentice                            | Nominado  |        |
| 2025 | Nickelodeon Kids' Choice Awards     | Patea traseros favorito                        | Su papel de Bucky Barnes en Thunderbolts* | Nominado  | [ 37 ] |